# Efecte Baldwin

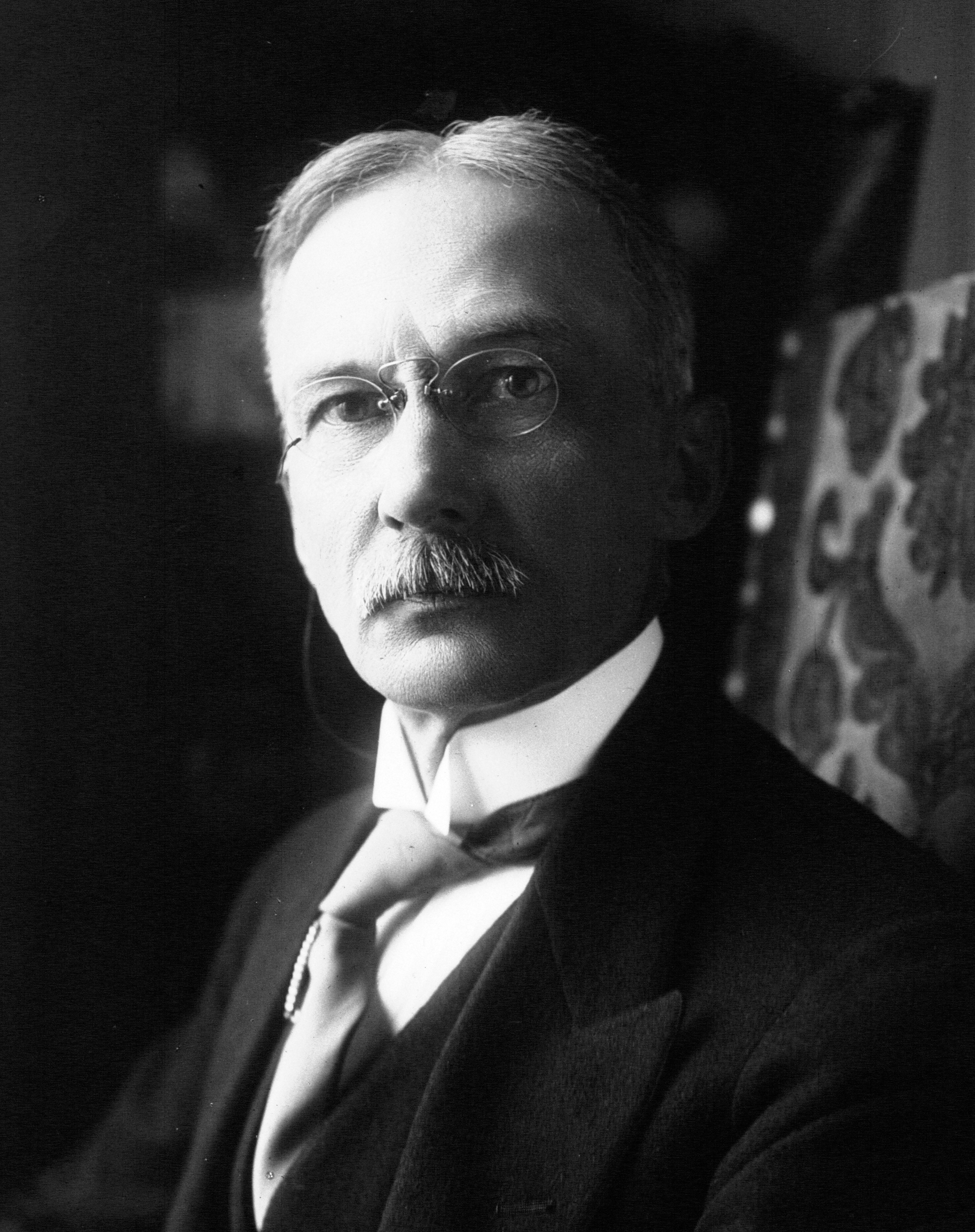
Retrat de James Mark Baldwin

L'efecte Baldwin, també anomenat evolució baldwiniana o ontogenètica és una teoria evolutiva proposta en 1896 pel psicòleg nord-americà James Mark Baldwin, qui va proposar un mecanisme per a la selecció d'habilitats d'aprenentatge. La descendència seleccionada tendiria cap a una major capacitat per aprendre noves habilitats i no estar constreta a habilitats genèticament codificades i relativament fixes, posant l'èmfasi en el fet que el comportament sostingut d'una espècie o grup pot modelar l'evolució de les espècies.

## L'efecte Baldwin i l'herència lamarckista
En 1896 Baldwin va proposar que l'aprenentatge individual pot explicar fenòmens evolutius que semblen recolzar l'herència Lamarckiana. Baldwin va concebre el que va anomenar herència orgànica com una reconciliació entre les evolucions lamarckista i darwinista: l'habilitat dels individus per aprendre pot guiar els processos evolutius, facilitant l'evolució, polint el paisatge adaptatiu. Baldwin va proposar que les habilitats que inicialment requereixen l'aprenentatge són finalment reemplaçades per l'evolució de sistemes genèticament determinats que no requereixen aprenentatge. Així, els comportaments apresos poden fer-se instintius en generacions subsegüents sense invocar la desacreditada herència lamarckiana, doncs, a diferència d'aquesta, no implica la transferència directa d'habilitats apreses de generació en generació.

## Exemples
- Suposem una espècie amenaçada per un nou predador i un comportament que fa més difícil al predador la caça de la seva presa. Els individus que aprenen més ràpidament estaran en avantatge. A mesura que el temps avanci, l'habilitat per aprendre el comportament millorarà per selecció genètica fins que a cert moment sembli ser un instint.
- L'aparició de la tolerància a la lactosa en les poblacions humanes amb una llarga tradició d'animals domèstics productors de llet.